# New Ferolle (schiereiland)
New Ferolle is een schiereiland in de Canadese provincie Newfoundland en Labrador. Het bevindt zich aan de noordwestkust van het eiland Newfoundland.

## Toponymie
Het schiereiland werd door Baskische walvisvissers vernoemd naar de Galicische stad Ferrol, alwaar zij overwinterden. De prefix "New" werd toegevoegd om onderscheid te maken met de iets noordelijker gelegen natuurlijke haven Ferolle (bij het dorp Plum Point). Vandaag staat deze bekend als Old Ferolle Harbour, grenzend aan Old Ferolle Island.

## Geografie
New Ferolle heeft een lengte van 3,7 km en een maximale breedte van 2,5 km. Het schiereiland maakt op zijn beurt deel uit van het ruim 250 km lange Great Northern Peninsula van Newfoundland, waarmee het via een 400 m brede landtong verbonden is. New Ferolle grenst in het noorden en oosten aan de Saint Lawrencebaai en wordt in het zuiden begrensd door Maldigues Bay, een noordelijke inham van St. John Bay.
Aan Ferolle Point, de westelijke kaap, staat een vuurtoren. De noordoostelijke kaap van het schiereiland staat bekend als New Ferolle Point. Langs vrijwel de ganse oostkust van New Ferolle staan huizen van het gelijknamige dorp. Dat gemeentevrije dorp ligt in zijn volledigheid op het schiereiland, dat voorts vrijwel volledig onbebouwd is.

## Taal
In 2016 hadden alle inwoners van het schiereiland het Engels als moedertaal. Niemand was een andere taal machtig.